# محوطه سوتکه
محوطه سوتکه در شهرستان خرم‌آباد، بخش پاپی، دهستان کشور، ۲۰ متری شمال شرقی روستای سوتکه واقع شده و این اثر در تاریخ ۲۸ اسفند ۱۳۸۵ با شمارهٔ ثبت ۱۸۵۷۵ به‌عنوان یکی از آثار ملی ایران به ثبت رسیده است.